# Tsepo Masilela
Peter Tsepo Masilela est un footballeur sud-africain né le 5 mai 1985 à Witbank. Il joue au poste de défenseur latéral.

## Biographie
Il a participé à la Coupe d'Afrique des nations 2008 avec l'équipe d'Afrique du Sud, et a été sélectionné dans l'effectif pour la Coupe du monde 2010.
Il compte 50 sélections en équipe nationales. Sa première sélection a eu lieu en 2006.

## Carrière
- 2003-2008 : Benoni Premier United ( Afrique du Sud)
- 2008-2012 : Maccabi Haïfa ( Israël)
  - 2011-2012 : Getafe CF ( Espagne) (prêt)
- depuis 2012 : Kaizer Chiefs ( Afrique du Sud)[1]

## Palmarès
- Championnat d'Israël : 2009
- Championnat d'Afrique du Sud : 2013 et 2015